# Zdeněk Kabátek
Zdeněk Kabátek (* 24. února 1970) je český manažer, od prosince 2012 ředitel Všeobecné zdravotní pojišťovny ČR.

## Život
Původním povoláním je technik. Svou profesní dráhu zahájil jako technický pracovník a poté projektový manažer ve společnosti ČEZ - Jaderné elektrárně Temelín. Následně sbíral manažerské a profesní zkušenosti při svém působení v nemocnici v Písku, kde byl vedoucím technicko-provozního úseku a později rovněž členem představenstva.
Další znalosti a zkušenosti z oblasti zdravotnictví získal i v rámci své činnosti v privátní sféře, kde se zabýval inženýrsko-investorskou činností. Od roku 2006 byl nejprve vrchním ředitelem pro přímo řízené organizace a poté vrchním ředitelem pro ekonomiku Ministerstva zdravotnictví ČR. Byl také členem správní rady Oborové zdravotní pojišťovny.
Od prosince 2012 působí jako ředitel Všeobecné zdravotní pojišťovny ČR. V této funkci byl potvrzen i v letech 2016, 2020 a 2024.
Zdeněk Kabátek je ženatý a má tři děti. Mezi jeho koníčky patří především jízda na motorce a lyžování.